# ベディッツォーレ
ベディッツォーレ（イタリア語: Bedizzole）は、イタリア共和国ロンバルディア州ブレシア県にある、人口約12,000人の基礎自治体（コムーネ）。

## 地理

### 位置・広がり

#### 隣接コムーネ
隣接するコムーネは以下の通り。
- カルチナート
- カルヴァジェーゼ・デッラ・リヴィエーラ
- ロナート・デル・ガルダ
- マッツァーノ
- ヌヴォレント
- ヌヴォレーラ
- プレヴァッレ

### 地震分類
イタリアの地震リスク階級 (it) では、2 に分類される
。

## 行政

### 分離集落
ベディッツォーレには、以下の分離集落（フラツィオーネ）がある。
- Betoletto, Bussago, Campagnola, Cantrina, Cogozzo, Macesina, Masciaga, Monteroseo, Piazza, Pontenove, Salago, San Rocco, San Tomaso, San Vito, Sedesina, Barazzola, Signorina, Vialarga, Bolognina, Bettoletto, Bagatte, Fenilazzo, Magri, Montescantino , La Panca